# Mannheimer Versicherung
Die Mannheimer Versicherung AG ist ein Versicherungsunternehmen mit Sitz in Mannheim. Der Sachversicherer ist seit 2013 als eigenständiges Unternehmen im Continentale Versicherungsverbund tätig, insbesondere als Spezialversicherer. Darüber hinaus ist die Mannheimer Versicherung AG im Gewerbe- und Transportversicherungsgeschäft tätig.

## Geschichte
Die Mannheimer Versicherungsgesellschaft wurde 1879 in Mannheim gegründet. In den ersten zwanzig Jahren war sie als reiner Transportversicherer tätig, 1899 weitete sie das Versicherungsgeschäft auf Unfall, Haftpflicht, Einbruchdiebstahl und Glas aus. Im Jahr 1923 wurde die nur ein Jahr zuvor gegründete Kronos Deutsche Lebensversicherungs-Bank AG übernommen, aus der später die Mannheimer Lebensversicherungs-Gesellschaft AG wurde.
Die Mannheimer Krankenversicherung AG wurde 1991 wurde gegründet, 1998 erfolgte die Gründung der Dachgesellschaft Mannheimer AG Holding. Ein Jahr später wurde die Mamax Lebensversicherung AG als Online-Lebensversicherer eingeführt. Indes geriet die Mannheimer Lebensversicherung AG in den Jahren 2002 und 2003 durch Aktienspekulationen in wirtschaftliche Schwierigkeiten. Als Folge davon wurden rund 345.000 Verträge auf die neu gegründete Protektor Lebensversicherungs-AG übertragen, eine Auffanggesellschaft der Versicherungsbranche. Darüber hinaus erwarb die österreichische Uniqa Insurance Group (Uniqa) mehr als 75 Prozent der Aktien der Mannheimer AG Holding.
2004 wurde die Mannheimer Krankenversicherung AG eine direkte Tochtergesellschaft der österreichischen Uniqa. Im Juni 2012 verkaufte Uniqa die von ihr gehaltenen Anteile (ca. 91,7 Prozent) an der Mannheimer AG Holding an den Continentale Versicherungsverbund.
Mit Wirkung vom 11. März 2013 wurde die Mannheimer AG Holding mit der Deutschen Internet Versicherung AG (DIV), eine Tochter des Continentale Versicherungsverbundes, verschmolzen. Damit wurde die DIV zur Rechtsnachfolgerin der Mannheimer AG Holding und Alleingesellschafterin der Mannheimer Versicherung. Der Handel mit den Aktien der Mannheimer AG Holding wurde daraufhin beendet. Die vorübergehende Abwesenheit des Namens Mannheimer markierte einen formellen Zwischenschritt. Durch die Umbenennung der DIV in Mannheimer AG Holding wurde die Gesellschaft die alleinige Eigentümerin der Mannheimer Versicherung AG, der Mannheimer Krankenversicherung AG und der Mamax Lebensversicherung AG. Zugleich blieb die Marke DIV Bestandteil der Mannheimer AG Holding.
Im August 2014 genehmigte die BaFin die Verschmelzung der Mamax Lebensversicherung mit der Continentale Lebensversicherung, die im Oktober 2014 durch Eintrag im Handelsregister vollzogen wurde. Die Mannheimer AG Holding wurde im selben Jahr auf die Mannheimer Versicherung AG verschmolzen.

## Unternehmensstruktur
Seit März 2013 ist die Mannheimer Versicherung AG eine Tochtergesellschaft des Continentale Versicherungsverbunds. Sie tritt als eigenständiges Unternehmen auf, hat ihren Sitz in Mannheim und betreibt neben regionalen Außenstellen eine Niederlassung in der Schweiz.
Im Geschäftsjahr 2023 erzielten 682 Mitarbeiter Bruttobeiträge in Höhe von 462,1 Millionen Euro.

### Tochtergesellschaften
Die Verscon GmbH und Wehring & Wolfes GmbH sind direkte Tochtergesellschaften der Mannheimer Versicherung. Daneben hält das Unternehmen Anteile an Grupo Borona Advisors Administraciôn de Inmuebles.
Die Verscon GmbH vermittelt Versicherungsverträge und beteiligt sich an anderen Unternehmen. Außerdem bietet sie Finanzdienstleistungen an, wie die Vermittlung von Anlageprodukten zwischen Kunden und lizenzierten Finanzinstituten. Die Tochtergesellschaft Wehring & Wolfes GmbH arbeitet als Versicherungsmakler für Boote und Yachten.

### Gebäude

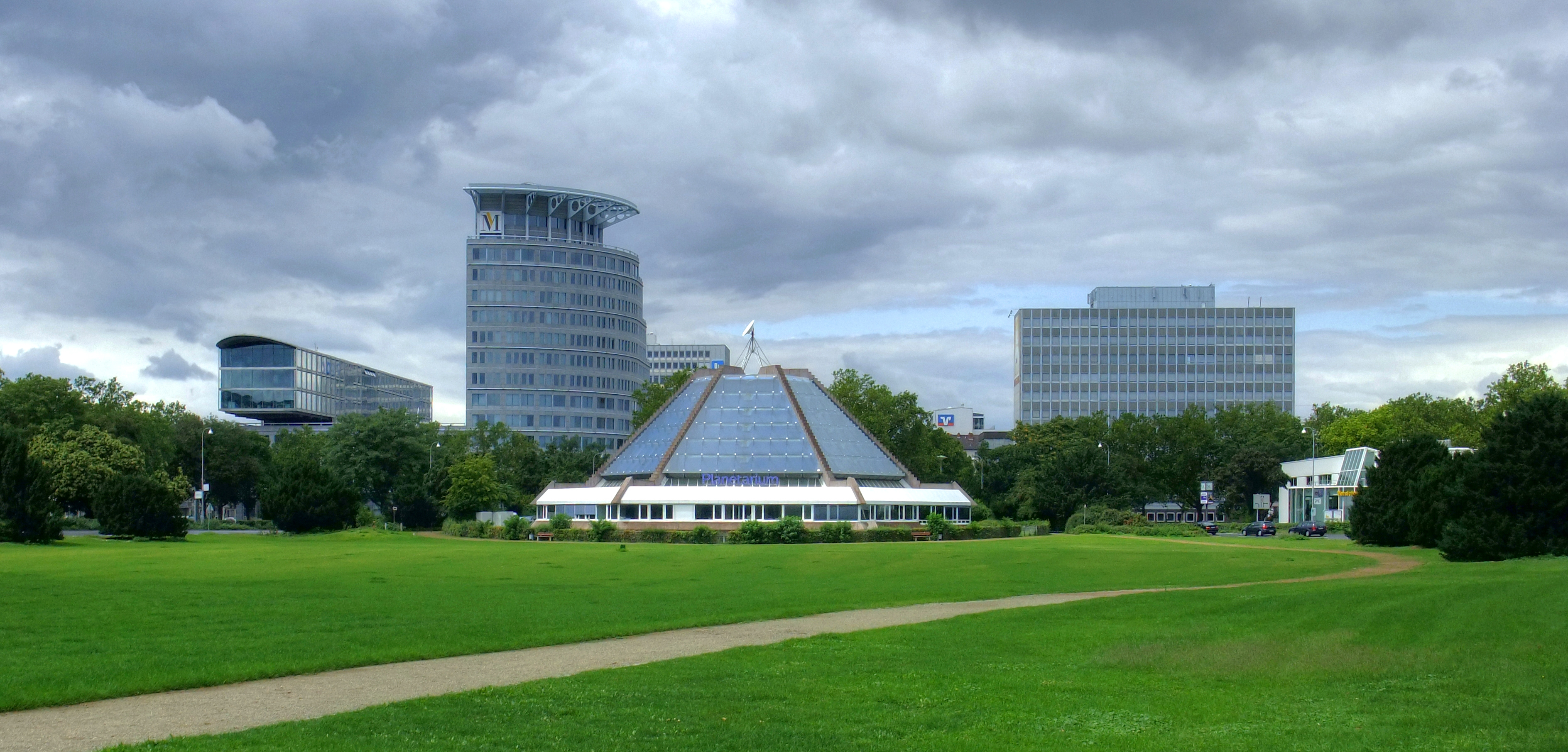
Östlicher Stadteingang Mannheims: links Hauptgebäude der Mannheimer Versicherung, rechts das ehemalige Verwaltungsgebäude (im Vordergrund: das Planetarium)

1959 errichteten die Architekten Albrecht Lange und Hans Mitzlaff das Hauptgebäude der Versicherung in exponierter Lage am östlichen Stadteingang Mannheims. Das elfgeschossige Gebäude war eines der ersten in Deutschland mit Großraumbüros und bildete nachts durch die erleuchteten Fenster ein überdimensionales M. 1991 bezog die Mannheimer das neue Hauptgebäude an der gegenüberliegenden Straßenseite, entworfen von Helmut Jahn mit einem 15-geschossigen Eckturm. Im September 2002 legte der Versicherer entlang der Richard-Wagner-Straße den Grundstein für einen zusätzlichen, mehrgeschossigen Neubau mit Glasfassade, der an seinem südöstlichen Ende über das neue Hauptgebäude ragt. Im Jahr 2020 wurde der Abriss und die Neugestaltung des Geländes rund um das ehemalige Hauptgebäude der Versicherung beschlossen.

## Produkte und Dienstleistungen
Die Mannheimer Versicherung ist in verschiedenen Bereichen der Schadensversicherung für Privat- und mittelständische Firmenkunden tätig. Darunter fällt beispielsweise die Haftpflicht-, Kraftfahrt-, Feuer- und Sachversicherung sowie die Transportversicherung.
Dabei agiert die Mannheimer Versicherung als Zielgruppenversicherer, wobei jede Marke des Unternehmens mit Paketen aus verschiedenen Versicherungsarten eine bestimmte Zielgruppe anspricht. Ein Beispiel hierfür ist Sinfonima, über die nicht nur das Musikinstrument eines Musikers versichert wird, sondern auch dessen Fähigkeit, seinen Lebensunterhalt als Musiker zu verdienen (Sachschäden und Invaliditätsversicherung).
Weitere Marken versichern unter anderem Fahrzeuge wie Autos (Maximos), Oldtimer (Belmot) oder Boote und Yachten (Nautima), Energie- (Lumit) und Mobilitätsprojekte, Künstler und Kunstbesitzer (Artima) oder auch Hersteller sowie Besitzer von Schmuck (Valorima).
Die Mannheimer Versicherung vertreibt ihre Produkte über den Außendienst. Dabei kooperiert das Unternehmen sowohl mit Vertriebspartnern der Ausschließlichkeitsorganisation als auch mit freien Vertrieben.

## Engagement
Seit 1991 unterstützt die Mannheimer Versicherung Nachwuchsmusiker durch die Sinfonima-Stiftung. Über einen Zeitraum von zwei Jahren erhalten junge Musiker ein Instrument aus einer Auswahl von Streichinstrumenten, die entweder der Stiftung gehören oder ihr als Dauerleihgaben zur Verfügung gestellt werden. So erhalten die Nachwuchsmusiker die Möglichkeit, für zwei Jahre mit außergewöhnlichen Instrumenten zu arbeiten.